# Lancia chiloides
Lancia chiloides là một loài bướm đêm trong họ Crambidae.